# Raúl Isaías Baduel
Raúl Isaías Baduel (Las Mercedes, 6 luglio 1955 – Caracas, 12 ottobre 2021) è stato un generale e politico venezuelano.
Generale in Capo dell'Esercito del Venezuela fino al luglio 2007, era nativo del Guárico. Il suo diniego ad accettare il colpo di Stato dell'11 aprile 2002, operato da Carmona Estanga contro il presidente Hugo Chávez, eletto da pochi anni, permette il ritorno al potere dello stesso. Nel 2006 viene nominato ministro per il "Poder Popular para la Defensa". Nel 2007, entra in forte disaccordo con Chávez, per la questione riguardante alcuni articoli proposti per la seconda nuova costituzione venezuelana, che tra i vari arbitrii, consentono tra l'altro la rielezione indefinita del Presidente della Repubblica, per periodi di sette anni.

## Biografia

### Giuramento "Bolivariano"
Riceve il titolo di istruzione superiore "Licenciado en Ciencias y Artes Militares" nel corso dedicato al "General de Brigada Francisco Carabaño", nell'anno 1976, con il numero 11 nello stato di merito (su 84 graduati). Il 17 dicembre del 1982 è uno dei quattro fondatori del Movimiento Bolivariano Revolucionario, facendo "giuramento bolivariano" (nello stesso stile di Simón Bolívar a Monte Sacro in Roma, ma sotto lo storico albero del Venezuela, il Samán de Güere) assieme all'attuale Presidente venezuelano Hugo Chávez, a Jesús Urdaneta ed a Felipe Acosta Carlés.

### Opposizione ai colpi di stato
Ripetutamente ha manifestato la contrarietà ad atti di interruzione violenta del risultato della volontà popolare, opponendosi alla destituzione di qualsiasi presidente nominato da elezioni democratiche. Si oppone ad appoggiare l'insurrezione popolare (il "Caracazo") del 27 febbraio 1992 (in parte spontanea ed in parte organizzata da partiti di sinistra e comunisti vicini a Chávez), e non prende parte (sebbene gli fosse stato chiesto di partecipare) ai due falliti colpi di stato contro il presidente Carlos Andrés Pérez del 4 febbraio e del 27 novembre del 1992, affermando apertamente di essere totalmente contrario ai colpi di stato, per questa ragione, benché compagno di giuramento di Chávez, assume un ruolo marginale, mantenendosi comunque nell'ambito dei rivoluzionari chavisti, e vivendo in clandestinità.

### Comandante dell'Esercito Venezuelano
Assume il ruolo di Comandante del Ejército de Venezuela, durante il governo del Presidente Hugo Rafael Chávez Frías, dopo la sua vittoria per maggioranza assoluta in elezioni universali, dirette e segrete, riconosciute da osservatori stranieri qualificati come totalmente democratiche.

### Contro il golpe di Pedro Carmona
Dirige come comandante della "Brigada de Paracaidistas del Ejército" l'operazione "Rescate de la Dignidad", che permette il salvataggio ed il ritorno al potere del presidente Hugo Chávez durante il colpo di Stato dell'11 aprile del 2002, quando il civile Pedro Carmona Estanga, appoggiato da militari di destra, assume il potere in Venezuela per 48 ore (11-13 aprile). Il golpe fallisce anche per l'atteggiamento autoritario dell'economista Carmona, che voleva sciogliere ed assumere in sé, tutti i poteri locali e regionali del Venezuela, molto spesso in mano ad oppositori a Chávez eletti democraticamente.
Viene nominato "Comandante General del Ejército" dal gennaio del 2004 fino a luglio 2006.
Il 24 giugno 2006 mentre avveniva la parata nella 185ª commemorazione della Batalla de Carabobo che liberò il Venezuela dal dominio spagnolo, il Generale di divisione Raúl Isaías Baduel è asceso al rango di Generale in capo ed è nominato Ministro della Difesa del governo della Repubblica Bolivariana del Venezuela.

### Contro la Nuova Costituzione del 2007
Il 5 novembre del 2007, manifesta alla stampa e televisioni riunite del Venezuela, la sua opposizione verso la nuova riforma costituzionale, ed invia un messaggio radiotelevisivo al popolo del Venezuela, istigandolo ad opporsi a quella che definisce una truffa. Nonostante abbia sostenuto e continui a difendere la costituzione chavista dell'anno 1999, chiede al popolo venezuelano di non farsi sottomettere dall'una volta strisciante ma ormai lampante autoritarismo.

### Accuse di corruzione e arresto nel 2009
Nell'ottobre del 2008 Baduel venne interrogato riguardo al sospetto di malversazioni di fondi governativi e supposto arricchimento illecito, avvenuti negli anni 2006/7, durante il suo mandato come Ministro della Difesa, in particolare gli veniva contestata la scomparsa di 31 milioni di VEF (14,4 milioni di dollari) dal bilancio del Ministero della Difesa.
Il 2 aprile del 2009, dopo essersi rifiutato di comparire davanti alla corte, l'ex-Ministro della Difesa, Raul Baduel, viene arrestato nella città di Maracay di fronte alla sua casa da agenti della direzione di intelligenza militare "DIM" e viene messo in stato detentivo su ordini della Fiscalía de la República, in quanto accusato di essere stato corrotto da un gruppo di venezuelani all'estero che gli avevano affidato la missione di organizzare un golpe militare contro il Presidente Chávez. Durante l'arresto Baduel proclama "El mío no es un caso jurídico sino político" ("Il mio non è un caso giuridico ma politico").

### Carcere e decesso
Il 7 maggio 2010 è stato condannato a quasi otto anni di carcere, con l'accusa di appropriazione indebita di 30 milioni di bolivar e 3,9 milioni di dollari durante il suo mandato di ministro. Baduel ha accusato i ministri che lo hanno preceduto e gli sono succeduti gestendo questo denaro, assicurando che il motivo della sua prigionia era nel fatto di opporsi a Chávez; ha dichiarato: "Sono un prigioniero di Hugo Chávez".
Inoltre, è stato interdetto dal ricoprire cariche pubbliche fino alla fine della sua condanna.
Il 12 agosto 2015 è stato scarcerato di Ramo Verde, nello stato di Miranda, con la condizionale. Il 12 gennaio 2017 è stato nuovamente incarcerato per violazione della libertà vigilata e, sebbene la sua condanna fosse decorsa nel marzo 2017, è stato successivamente accusato di nuovi crimini contro l'indipendenza e l'integrità della nazione
Il 28 febbraio 2018, il generale Baduel è stato retrocesso e licenziato dalle forze armate nazionali con decreto presidenziale insieme ad altri 13 alti ufficiali.
I parenti del generale Baduel hanno denunciato che è detenuto senza mandato e senza ricevere visite di alcun genere, in una serie di celle di isolamento nei sotterranei della sede della polizia politica in Plaza Venezuela, a Caracas, conosciuta come "La Tumba".
Il 3 giugno 2018 suo figlio Raúl Emilio Baduel è stato scarcerato, nell'ambito di una serie di misure adottate dal governo nazionale stabilite in tavoli negoziali con i sostenitori dell'opposizione chiamati Commissione verità, giustizia e pace.
Baduel è stato trasferito nel carcere di massima sicurezza di Fuerte Tiuna nel giugno 2019.
Il 4 maggio 2020, durante l'operazione Gedeón, Adolfo Baduel, un altro figlio del generale Raúl Isaías Baduel, è stato catturato con l'accusa di cospirazione, tradimento, traffico illecito di armi da guerra, terrorismo, tentato omicidio e associazione a delinquere.
Il 12 ottobre 2021 il procuratore generale nominato da Nicolás Maduro, Tarek William Saab, ha riferito della morte di Baduel presumibilmente a causa di un arresto cardiorespiratorio dovuto al Covid-19.